# Jacques-Pierre Daneau de Muy
Jacques-Pierre Daneau de Muy, né le 7 octobre 1695  à Boucherville et mort le 18 mai 1758 à Fort Pontchartrain du Détroit, est un officier militaire des troupes de la Marine. Il fut commandant du fort Chambly, puis du fort Détroit. Il fut également un botaniste qui étudia et recensa les plantes de la Nouvelle-France.

## Biographie
Jacques-Pierre Daneau de Muy était le fils de Nicolas Daneau de Muy, officier  et commandant du fort Chambly, et de Marguerite Boucher, fille de Pierre Boucher, sieur de Grosbois et de Boucherville.
En 1710, il est jeune enseigne en poste en Louisiane française où son père avait été nommé gouverneur de la Louisiane mais mourut lors de son voyage en mer pour rejoindre son poste au Fort Louis de la Mobile.
En 1724, il devient enseigne dans les troupes de la Marine en poste au Canada.
Dans les années 1730, il est nommé commandant du fort Saint-Joseph situé entre le fort Détroit et le fort de Chicago dans le but de réglementer le commerce de la fourrure et d’entretenir de bonnes relations avec les Potéouatamis et les Miamis dans cette région située au nord du pays des Illinois. 
Jacques-Pierre Daneau de Muy, intéressé par la botanique, étudia attentivement les plantes de la région, afin de s’initier à la pharmacologie. Il envoya des spécimens de plantes qui allaient être montrés à l’intendant et classés par les jésuites. Lors de son voyage en France en 1736–1737, il emporta avec lui un mémorandum de ses découvertes végétales.
En 1741, il est élevé  au grade de lieutenant.
En 1745, le gouverneur de la Nouvelle-France, Charles de La Boische, l'envoie en mission dans la vallée de l'Ohio auprès des Amérindiens des tribus Chaouanons, Lenapes qui fuient l'avancée de l'implantation des colons anglais. 
En 1746, il est nommé commandant des troupes au fort Saint-Frédéric sous les ordres de Jacques Le Gardeur, sieur de Saint-Pierre et doit faire face aux menaces militaires britanniques en raison de la troisième guerre intercoloniale. À la tête d'un détachement, composé de 60 Français et d'environ 500 Amérindiens parmi lesquels se trouvaient des Hurons et des Outaouais, il entreprit sous les ordres de François-Pierre de Rigaud de Vaudreuil le siège de Fort Massachusetts. Le Fort britannique de Massachusetts tomba entre les mains des forces franco-amérindiennes et fut détruit. Une trentaine de prisonniers britanniques furent emmenés à Québec.
En 1752, il est nommé commandant du fort Chambly, charge qu'il assumera jusqu'en 1754.
En 1754, il est nommé commandant du fort Détroit en remplacement du commandant Pierre Céloron de Blainville déplacé d'office par le gouverneur de la Nouvelle-France, Jacques-Pierre de Taffanel de La Jonquière, pour insubordination. 
Le 1er avril 1754, il reçut la croix de Saint-Louis.
Le 18 mai 1758, Jacques-Pierre Daneau de Muy, malade depuis plusieurs mois, meurt à  son poste de commandant du Fort Pontchartrain du Détroit.